# Oroluk (wyspa)
Oroluk (ang. Oroluk Island, w języku pohnpei islan Oroluk; hist.: Baxotrista, Cambellriff, San Augustino, Frolik) – wyspa leżąca w północnej części atolu Oroluk. Administracyjnie należy do stanu Pohnpei wchodzącego w skład Mikronezji.
Powierzchnia wyspy wynosi 0,49 km², a w najwyższym miejscu jej wysokość nie przekracza 5 m n.p.m. Oroluk jest wyspą koralową otoczoną rafami, a w jej bezpośrednim sąsiedztwie znajduje się kilka mniejszych niezamieszkanych wysepek piaszczystych (ławic) zalewanych w czasie przypływów. Wyspa porośnięta jest w większości palmami kokosowymi i roślinnością krzaczastą, wzdłuż wybrzeża ciągną się niewielkie plaże. 

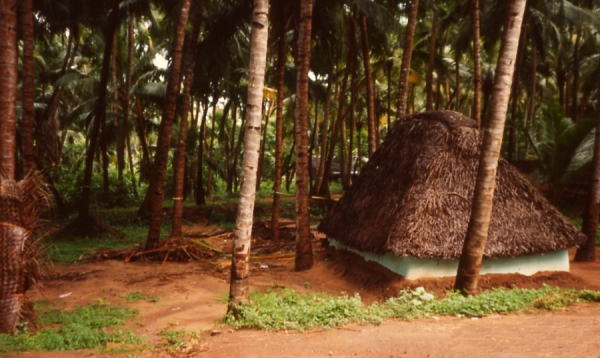
Chata na wyspie

Wyspa została skolonizowana przez Mikronezyjczyków prawdopodobnie około XV w. Dla Europejczyków odkryta została na początku XVII w. W 1899 r., wraz z całą Mikronezją, znalazła się pod administracją niemiecką. Wtedy to na wyspie osiedlonych zostało kilka rodzin z atolu Kapingamarangi. Mikronezja, wraz z wyspą Oroluk, zajęta została przez Japonię w 1914 roku. Japończycy wysiedlili całą ludność, a kilka osób powróciło na wyspę w latach 30. W przededniu II wojny światowej (Japończycy nazywali wyspę Ororukku-tō lub Ororukku-rettō). Działania wojenne ominęły wyspę. W wyniku II wojny światowej wyspa dostała się pod administrację amerykańską w ramach Powierniczych Wysp Pacyfiku i znowu została niezamieszkana aż do lat 80. W 1986 roku Mikronezja uzyskała niepodległość, a w jej granicach znalazła się Oroluk.

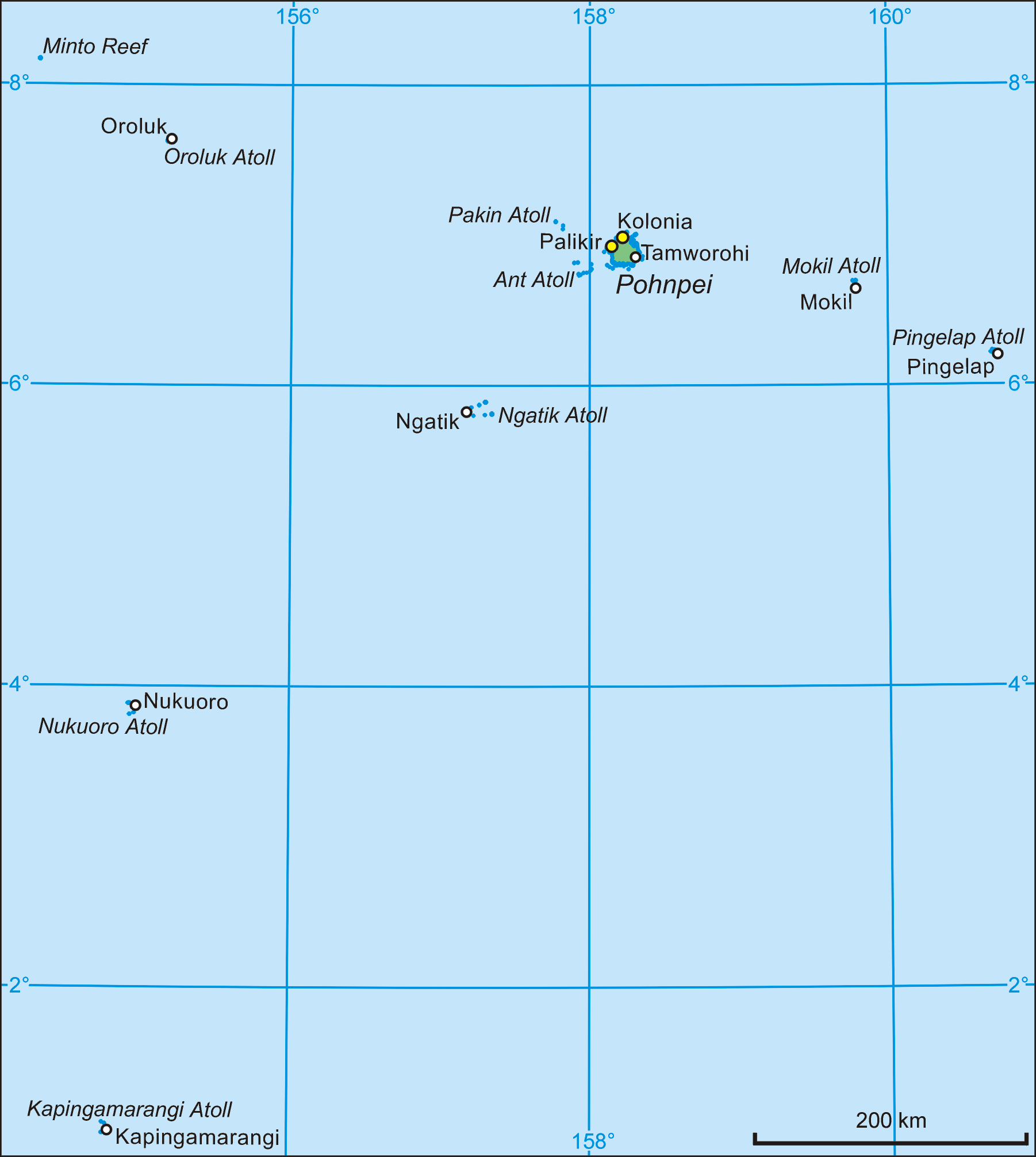
Mapa stanu Pohnpei

Oroluk zamieszkana jest przez ok. 10 osób. Większość mieszkańców stanowią Pohnpejczycy (grupa mikronezyjska) i potomkowie Kapingamarangańczków (grupa polinezyjska) – przybysze z atolu Kapingamarangi leżącego na południu stanu Pohnpei i zaliczanego już do Polinezji. Mieszkańcy posługują się językiem pohnpei z grupy mikronezyjskiej, zbliżonym do języków sąsiednich stanów Mikronezji oraz językiem kapingamarangi z grupy polinezyjskiej, zbliżonym do języków używanych w Tuvalu oraz na wysepkach leżących wokół Nowej Gwinei. W użyciu, choć mniej popularny, jest również język angielski, który wraz z językiem pohnpei jest językiem urzędowym stanu Pohnpei. Mieszkańcy wyspy utrzymują się głównie z połowów oraz produkcji kopry. Na własne potrzeby uprawiane są również warzywa i owoce. W ostatnich latach pewnego znaczenia nabrała turystyka.
Jedyna osada wyspy znajduje się w jej północno-zachodniej części. Ma dogodne połączenie zarówno z pełnym oceanem, jak i wewnętrzną laguną atolu Oroluk mającą powierzchnię 420 km². Na wyspie brak jest lotniska, a jedyne połączenie z główną wyspą stanu stanowią statki i hydroplany.
Wyspa nie jest częstym celem turystycznym, co wiąże się z brakiem dogodnego połączenia z głównej wyspy stanu, a zarazem stolicy Mikronezji, Pohnpei. Tym, którzy tu dotrą, wyspa oferuje rafy koralowe i plaże.